# Sisawah
Sisawah is een bestuurslaag in het regentschap Sijunjung van de provincie West-Sumatra, Indonesië. Sisawah telt 3265 inwoners (volkstelling 2010).